# Rajd Krakowski 1978
3. Rajd Krakowski "Krokusy" – 3. edycja Rajdu Krakowskiego. Był to rajd samochodowy rozgrywany od 21 do 24 kwietnia 1978 roku. Była to druga runda Rajdowych Samochodowych Mistrzostw Polski w roku 1978. Rajd składał się z trzydziestu odcinków specjalnych (odwołano trzy odcinki). Został rozegrany na nawierzchni asfaltowej. Zwycięzcą rajdu został Jerzy Landsberg.

## Wyniki końcowe rajdu[1][2]
| Miejsce | Kierowca                 | Pilot                | Samochód                        | Czas    | Strata | Grupa Klasa |
| ------- | ------------------------ | -------------------- | ------------------------------- | ------- | ------ | ----------- |
| 1       | Jerzy Landsberg          | Janusz Wojtyna       | Opel Kadett GT/E                | 1:40:55 | -      | IV          |
| 2       | Tomasz Ciecierzyński     | Jacek Różański       | Polski Fiat 125p 1800 Akropolis | 1:41:37 | +0:42  | IV          |
| 3       | Maciej Stawowiak         | Ryszard Żyszkowski   | Polski Fiat 125p 2000           | 1:48:00 | +7:05  | IV          |
| 4       | Wiktor Polak             | Krzysztof Czarnecki  | Renault 12 Gordini              | 1:48:22 | +7:27  | IV          |
| 5       | Marek Karczewski         | Krzysztof Burzyński  | Polski Fiat 125p 1500           | 1:53:45 | +12:50 | I/8         |
| 6       | Jeremi Doria-Dernałowicz | Piotr Ślaski         | Polski Fiat 125p 1500           | 1:55:00 | +14:05 | I/8         |
| 7       | Andrzej Witkowicz        | Marek Rompel         | Fiat 128 3P                     | 1:56:00 | +15:05 | I/7         |
| 8       | Józef Ważny              | Kazimierz Brzozowski | Polski Fiat 125p 1500           | 1:56:48 | +15:53 | II/8        |
| 9       | Andrzej Radecki          | Waldemar Bidziński   | Polski Fiat 125p 1500           | 1:56:53 | +15:58 | II/8        |
| 10      | Jerzy Kobyliński         | Marcin Osiowski      | Polski Fiat 125p 1500           | 1:57:15 | +16:20 | I/8         |